# Vae victis
Vae victis — латинський вислів, який дослівно означає «горе переможеним».

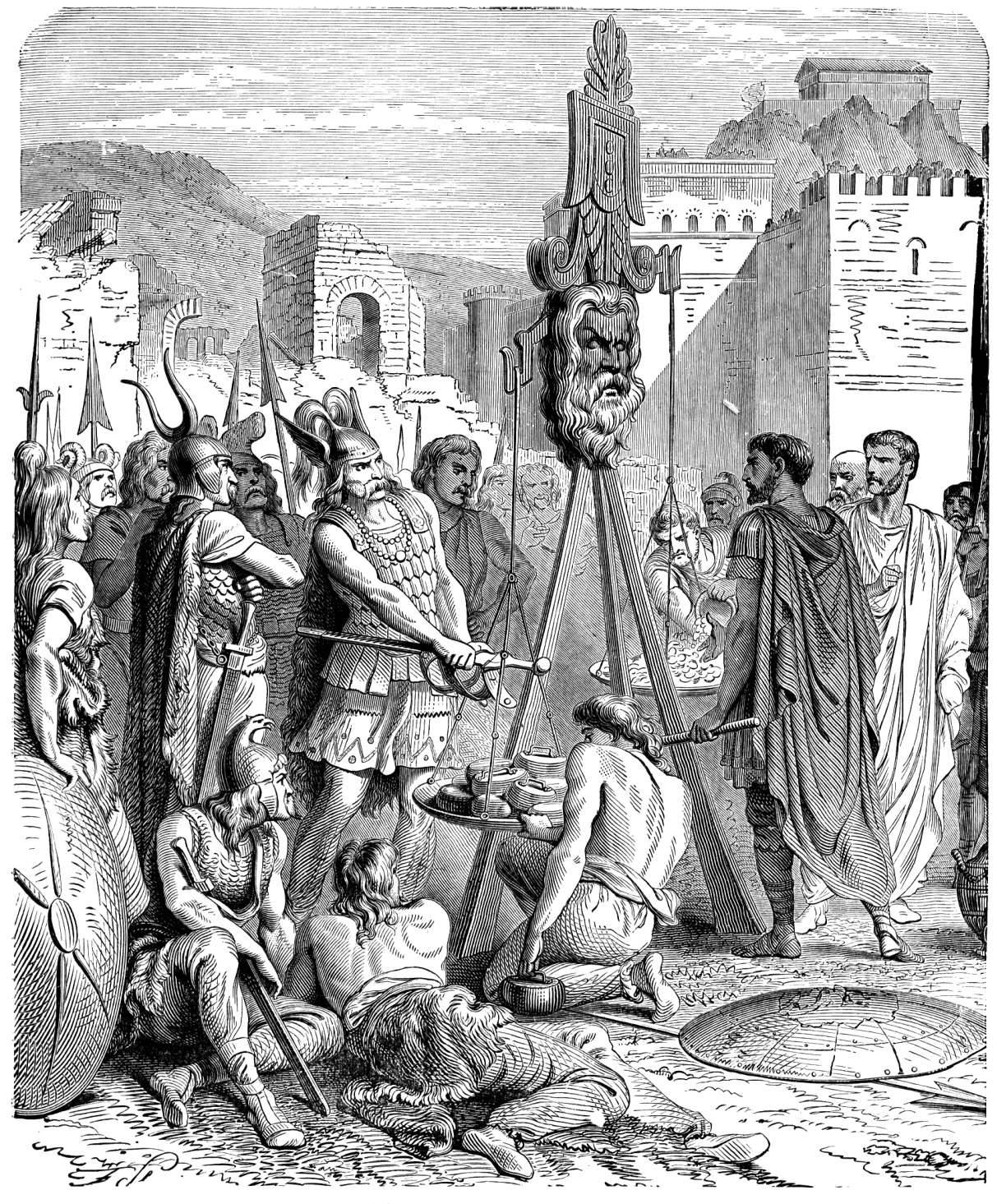

Римський історик Тіт Лівій в «Історії Риму від заснування міста» (V, 48) приписує ці слова Бренну, ватажку сенонських галлів, які в 390 (більш імовірно, 386) р. до н. е. завдали поразки римлянам і окупували все місто за винятком Капітолійського пагорба, який був врятований завдяки попередженню знаменитих гусей і на якому римляни зуміли закріпитися. Бренн взяв пагорб в облогу, і врешті-решт римляни запропонували сплатити йому викуп за те, щоб галли покинули місто. Бренн зажадав від римлян золота вагою 327 кг в перерахунку на сучасні одиниці; римляни були змушені погодитися.
Лівій пише, що галли принесли терези та гирі, а римляни винесли золото. Однак під час важення римляни помітили, що гирі фальшиві (важчі ніж треба), і указали на це Бреннові. У відповідь Бренн кинув на чашу з гирями свій меч, зробивши підсумок ще більш несправедливим, і вигукнув «Vae victis!», маючи на увазі, що умови капітуляції визначає переможець по праву сильнішого.